# Isla Cunda

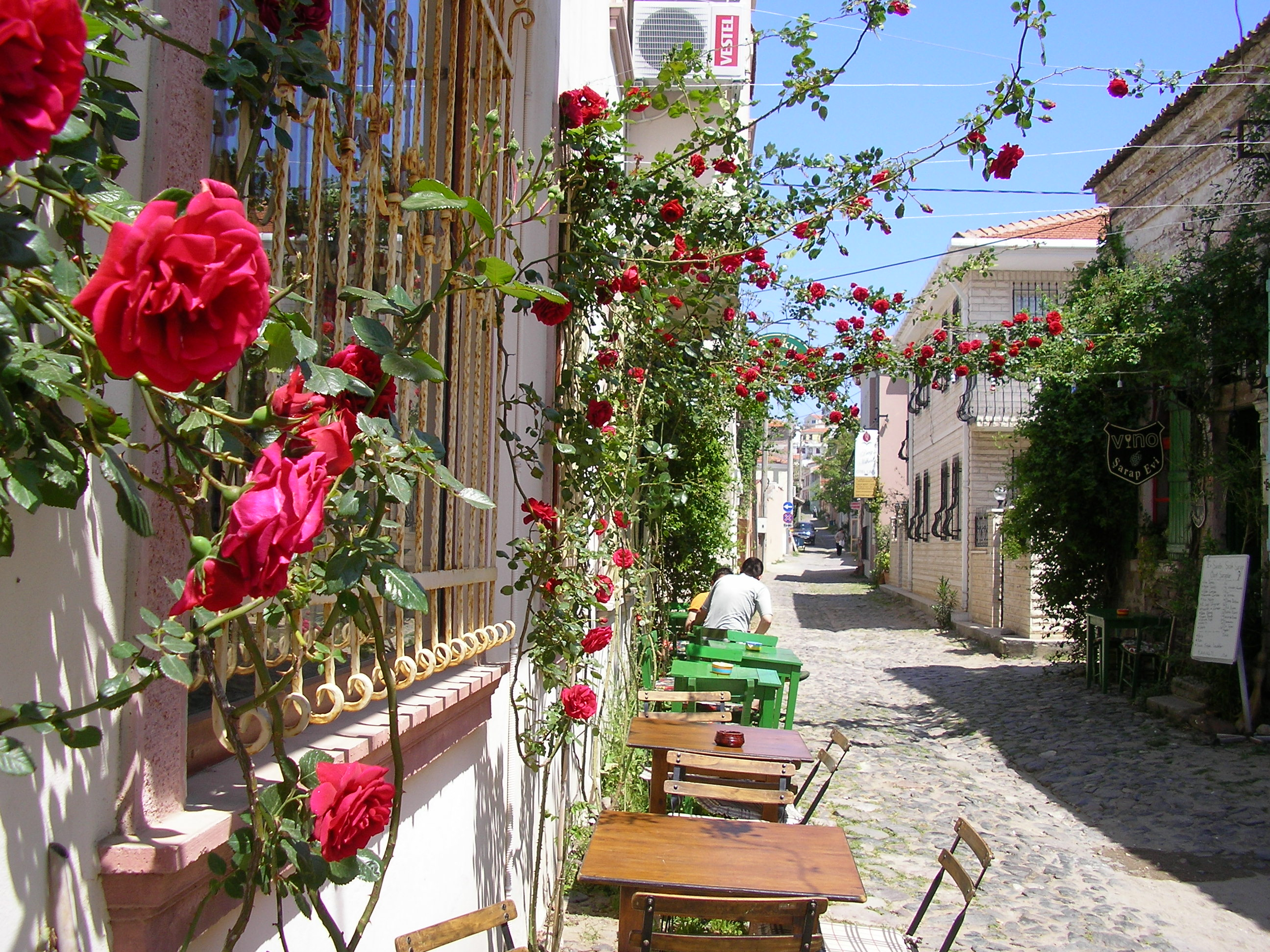
Calle de Cunda

La isla [de] Cunda, también llamada isla Alibey (en turco: Cunda Adasi, Alibey Adasi; en griego: Εκατόνησα/Μοσχονήσι, Hekatonisa o Mosjonisi) es una pequeña isla en el noroeste del mar Egeo en la costa de Ayvalık, ciudad de la provincia de Balikesir de Turquía. Con una superficie de 23 km², es la más grande de las islas del archipiélago de las islas Ayvalık. Se encuentra a 16 km al este de la isla de Lesbos (Grecia). La población se estimaba en cerca de 5000 personas en el año 2000.
Cunda está conectada con la isla Lale y con la ciudad de Ayvalık, en el continente, mediante un puente construido a finales de la década de 1960. La isla tiene una ciudad turística típica, Alibey, y una línea de autobús y de transbordadores  hasta Ayvalık.
La antigua población griega que vivía en la isla fue expulsada en el intercambio de población de 1923 entre Grecia y Turquía, y fue reemplazada por los musulmanes expulsados de Creta, los turcos de la isla griega de Creta.